# Спартакистички устанак
Спартакистички устанак (њем. Spartakusaufstand), такође познат и као Јануарски устанак (њем. Januaraufstand), био је општи штрајк (којег су пратиле оружане борбе) у вајмарској Њемачкој од 4. до 15. јануара 1919. године. Његово сузбијање обижељено је као крај њемачке револуције. Име „Спартакистички“ је у општој употреби, иако ни Спартакистичка лига Розе Луксембург, нити Комунистичка партија Њемачке није планирала, узроковала или водила устанак. Свако од њих је учествовало тек након што је народни отпор започео. Устанак је допринио њемачком разочарању у Вајмарску владу.
Вође Устанка су биле Карл Либкнехт и Роза Луксембург.